# Gabriel Pierre Deville

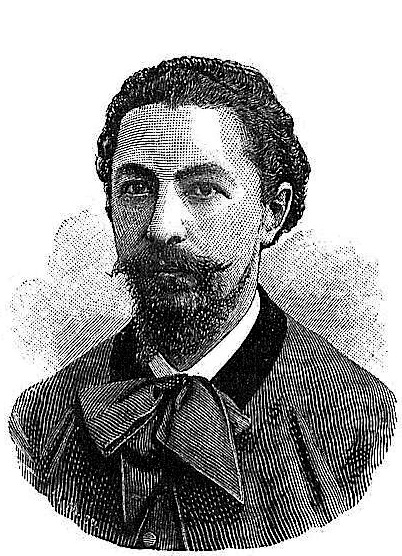
Gabriel Pierre Deville (1890)

 Gabriel Pierre Deville (* 8. März 1854 in Tarbes; † 28. Februar 1940 in Viroflay) war ein französischer Politiker, Historiker, Publizist und Diplomat.

## Leben
Gabriel Pierre Deville studierte Rechtswissenschaft an der Universität Toulouse und an der Universität Paris.
Er wurde im Café Soufflet an der Ecke Rue des Écoles/Boulevard Saint-Michel in Paris Mitglied der parti ouvrier français (französische Arbeiterpartei) von Jules Guesde und Paul Lafargue. Er organisierte den internationalen Arbeiterkongresses 1889 in Paris. In seinen Zeitungsartikeln forderte er die Freilassung von Louis-Auguste Blanqui.
Er fasste den ersten Band von Das Kapital, das Hauptwerk von Karl Marx, zusammen und übersetzte es ins Französische. Er ersuchte bei Marx um das Recht zur Veröffentlichung, was ihm von Friedrich Engels erteilt wurde. Die Edition erfolgte 1883 unter dem Namen Le capital in Paris. Er wurde 1895 erstmals in die Nationalversammlung gewählt, wo er sich bis 1898 der Fraktion Groupe Socialiste anschloss.
Im Dezember 1903 wurde Gabriel Deville Mitglied der Commission centrale de recherche et de publication des documents sur l’histoire économique de la Révolution française (Wissenschaftsgremium zur Wirtschaftsgeschichte der Französischen Revolution).
1904 verließ er die sozialistische Partei und trat in den auswärtigen Dienst. Im Juni 1905 wurde er Mitglied der Commission d’organisation des bibliothèques et des archives aus der das Nationalarchiv hervorging. Am 16. Juli 1907 wurde er Mitglied der französischen Delegation der Commission européene du Danube (Europäische Donaukommission). Am 6. Februar 1909 wurde er stellvertretender Bürovorsteher des Außenministers.
Von 5. Juni 1909 bis Juli 1915 war er französischer Gesandter in Athen. Mit dem Aufstand von Goudi von 1909 kam Ministerpräsident Eleftherios Venizelos an die Macht. Deville wurde vom König Georg I. akkreditiert. Bei Hof hatte er kein Vortragsrecht, kommunizierte aber über Francis Edmund Hugh Elliot mit dem König.
Er hinterließ 1,2 Meter Literatur im Nationalarchiv von Frankreich.

## Veröffentlichungen
- Anarchisme par Gabriel Deville, Paris 1887
- Gracchus Babeuf und die Verschwörung der Gleichen. Volksbuchhandlung, Hottingen-Zürich 1887 (Digitalisat)
- Philosophie du socialisme, Lille, 1896
- Principes socialistes, Paris 1896, 1898
- L'entente la Grèce & la Bulgarie, Paris 1919[3]